# Paddy Morgan
Patrick „Paddy“ Morgan (* 7. Januar 1943 in Ardoyne, Belfast) ist ein nordirisch-australischer Snookerspieler, der zwischen 1970 und 1993 insgesamt 20 Jahre als Profispieler auf der Profitour verbrachte.

## Karriere

### Anfänge als Amateur
Geboren in Nordirland, spielte Morgan ab seiner Jugend auf der gesamten irischen Insel bei zahlreichen Amateurturnieren mit. Seine ersten Erfolge feierte er aber in England, als er 1958 die U16-Version der English Amateur Billiards Championship sowie 1959 und 1961 das U18-Pedant gewann. 1964 besiegte er Maurice Gill im Finale der nordirischen Snooker-Meisterschaft. 1967 siegte er gegen Jack Rogers im Endspiel um die irische Snooker-Meisterschaft. Ein Jahr später nahm er an der Snooker-Amateurweltmeisterschaft in Australien teil und überstand mit drei Siegen und einer Niederlage gegen Mohammed Lafir die Gruppenphase, unterlag jedoch im anschließenden Halbfinale dem Engländer David Taylor mit 3:8. Zur Saison 1970/71 wurde er erstmals Profispieler.

### Erste Profijahre
Morgan, der unterdessen die australische Staatsbürgerschaft angenommen hatte, bestritt im Rahmen der Australian Professional Championship seine ersten Profispiele und besiegte innerhalb der Gruppe unter anderem Rex King und Norman Squire, verlor jedoch gegen Warren Simpson und Eddie Charlton. Kurz darauf nahm er an der in Australien stattfindenden Snookerweltmeisterschaft teil, schied jedoch mit Niederlagen gegen Ray Reardon, John Pulman und Gary Owen und einem Sieg über den späteren Vizeweltmeister Warren Simpson in der Gruppenphase aus. Anschließend verlor er wieder seinen Profistatus.
In den folgenden beiden Jahren nahm Morgan als einer von zahlreichen Amateuren an den Turnieren der Australian Professional Championship teil: Im Jahr 1971 verlor er im Halbfinale gegen Warren Simpson, bei der nächsten Ausgabe in der gleichen Runde gegen Gary Owen.
Im folgenden Jahr wurde Morgan wieder Profispieler, dennoch verlor er sein Auftaktspiel bei der Australian Professional Championship gegen Warren Simpson. Anschließend besiegte er bei der Snookerweltmeisterschaft den Kanadier Cliff Thorburn mit 8:4 und verlor anschließend mit 7:15 gegen Graham Miles.
Zu Beginn der Saison 1974/75 erreichte Morgan mit einem Sieg über Ian Anderson das Halbfinale der Australian Professional Championship und verlor dort gegen Eddie Charlton. Bei der Snookerweltmeisterschaft verlor er zum Saisonende des Weiteren mit 6:15 sein Auftaktspiel gegen Cliff Thorburn. Anschließend verlor er erneut seinen Profistatus.

### Erste Platzierung auf der Weltrangliste
Schon zur Saison 1976/77 wurde Morgan wieder Profispieler und war sofort auf dem 21. Platz der neu eingeführten Snookerweltrangliste geführt. Er erreichte mit Siegen über Ron Mares und Warren Simpson das Finale der Australian Professional Championship, gab dieses allerdings kampflos an Eddie Charlton ab. Bei der von Charlton kurz darauf organisierten World Professional Matchplay Championship besiegte Morgan mit Dennis Taylor und Alex Higgins zwei spätere Weltmeister, bevor er im Halbfinale mit 18:19 an Charlton selbst scheiterte. Hinsichtlich der Weltrangliste verlor er vier Plätze.
Zum Start der folgenden Saison zog Morgan mit Siegen über Ian Anderson, Warren Simpson und Philip Tarrant ins Finale der Australian Professional Championship ein, wo er mit 21:25 Eddie Charlton unterlag. Zum Ende der Saison unterlag er bei der Snookerweltmeisterschaft dem Engländer David Taylor mit 7:9, wodurch er auf der Weltrangliste um einen Platz abrutschte.
In der Saison 1978/79 nahm Morgan lediglich an der Gruppenphase der Australian Professional Championship teil und verlor mit 6:8 gegen Ian Anderson. Auf der Weltrangliste verlor er dennoch nur zwei Plätze.

### Verlust des Weltranglistenplatzes
In der Saison 1979/80 nahm Morgan einzig und allein an der Snookerweltmeisterschaft teil, wo er mit einem Sieg über Paul Thornley die Hauptrunde erreichte und dort mit 0:9 an Steve Davis scheiterte. Dennoch verbesserte er sich auf der Weltrangliste um einen Platz auf den 27. Weltranglistenplatz. Auch in der nächsten Saison nahm er nur an der Snookerweltmeisterschaft teil, verlor allerdings in der finalen Qualifikationsrunde mit 8:9 gegen den Schotten Eddie Sinclair. Zum Ende der Saison verlor er des Weiteren seinen Weltranglistenplatz.
Auch in der Saison 1981/82 nahm er lediglich an der Snookerweltmeisterschaft teil und verlor nach einem Sieg über David Greaves gegen Silvino Francisco mit 1:9 in der finalen Qualifikationsrunde. In der darauffolgenden Saison nahm er zusätzlich am Professional Players Tournament teil, wo er allerdings gegen Bill Werbeniuk sein Auftaktspiel verlor. Bei der Snookerweltmeisterschaft gelang ihm ein Sieg über Pascal Burke, bevor er gegen Graham Miles verlor.

### Erneuter Verlust des Weltranglistenplatzes
In der Saison 1983/84 nahm Morgan wieder an deutlich mehr Turnieren teil. So verlor er beim Australian Masters gegen Eddie Charlton sein Auftaktspiel und zog mit Siegen über Jack Fitzmaurice und Fred Davis in die Runde der letzten 32 ein, wo er John Spencer unterlag. Des Weiteren verlor er beim Professional Players Tournament nach einem Sieg über Matt Gibson in der Runde der letzten 64 gegen David Taylor, bevor er beim Classic Mike Darrington und Mike Watterson besiegte, um in der Runde der letzten 48 gegen Eddie Sinclair zu verlieren. Anschließend erreichte er die Gruppenphase des International Masters, bevor er die Saison mit einer 8:10-Auftaktniederlage gegen Wayne Sanderson in der Qualifikation für die Snookerweltmeisterschaft endete. Auf der Weltrangliste war er in der folgenden Saison auf dem 58. Platz geführt.
Auch die nächste Saison begann für Morgan mit einer Auftaktniederlage beim Australian Masters, diesmal mit 2:4 gegen Kirk Stevens. Anschließend verlor er im Halbfinale der Australian Professional Championship gegen Eddie Charlton und gab anschließend drei Auftaktspiele kampflos auf. Zum Saisonende verlor er in der Qualifikation für die Snookerweltmeisterschaft mit 3:10 gegen Bob Chaperon. Auf der Weltrangliste rutschte er auf Rang 75 ab.
In der Saison 1985/86 nahm Morgan nur an drei Turnieren teil: Nach einer Auftaktniederlage beim Australian Masters gegen Willie Thorne verlor er im Halbfinale der Australian Professional Championship gegen Eddie Charlton, bevor er zum Saisonende in der Qualifikation für die Snookerweltmeisterschaft gegen Eddie Sinclair verlor. Auf der Weltrangliste rutschte er auf Rang 111 ab.
Die folgende Saison startete mit Auftaktniederlagen beim Australian Masters und bei der Australian Professional Championship, bevor er zum Saisonende sein Match in der Qualifikation für die Snookerweltmeisterschaft gegen Gino Rigitano krankheitsbedingt aufgab. Dadurch verlor er auf der Weltrangliste zehn weitere Plätze.
Während der Saison 1987/88 nahm Morgan nur an zwei Turnieren teil, verlor aber sowohl beim Australian Masters gegen Joe Johnson und bei der Australian Professional Championship gegen Sam Frangie seine Auftaktspiele. Zum Ende der Saison verlor er erneut seinen Weltranglistenplatz.

### Letzte Profijahre
In der Saison 1988/89 bestritt Morgan nur ein Spiel im Rahmen der Australian Professional Championship, das er mit 3:5 gegen Greg Jenkins verlor; zwei weitere Partien gab er kampflos auf. Nachdem er in der darauffolgenden Saison kein einziges Spiel bestritten hatte, verlor er im Rahmen der Snookerweltmeisterschaft 1991 mit 7:10 gegen Paul Thornley das einzige Spiel der Saison 1990/91. Durch dieses war er in der folgenden Saison allerdings auf dem 163. Weltranglistenplatz geführt.
In der Saison 1991/92 meldete sich Morgan für zehn Turniere an, gab jedoch alle Spiele kampflos auf, wodurch er erneut seinen Weltranglistenplatz verlor. In der nächsten Saison war er zwar noch offiziell Profi, bestritt jedoch keine Spiele mehr, bevor er mit dem Ende der Saison 1992/93 seinen Profistatus endgültig verlor.

## Erfolge
| Ausgang         | Jahr | Turnier                                          | Finalgegner    | Ergebnis  |
| --------------- | ---- | ------------------------------------------------ | -------------- | --------- |
| Profiturniere   |      |                                                  |                |           |
| Zweiter         | 1976 | Australian Professional Championship             | Eddie Charlton | kl.       |
| Zweiter         | 1977 | Australian Professional Championship             | Eddie Charlton | 21:25     |
| Amateurturniere |      |                                                  |                |           |
| Sieger          | 1958 | Britische U16-Meisterschaft im English Billiards | David Bend     | 400:260   |
| Sieger          | 1959 | Britische U19-Meisterschaft im English Billiards | Peter Shelley  | 446:321   |
| Sieger          | 1961 | Britische U19-Meisterschaft im English Billiards | Tony Matthews  | 538:357   |
| Sieger          | 1964 | Nordirische Snooker-Meisterschaft                | Maurice Gill   | unbekannt |
| Sieger          | 1967 | Irische Snooker-Meisterschaft                    | Jack Rogers    | 4:3       |